# Kolan (Burkina Faso)
Kolan ist ein Dorf in Burkina Faso, in der Region Boucle du Mouhoun, der Provinz Nayala und dem Departement Toma. Kolan liegt am südlichen Rand der Sahelzone und hat 955 Einwohner (1996).